# ジェイク・ロドリゲス
ジェイク・ロドリゲス（Jake Rodríguez、1965年10月2日 - ）は、プエルトリコの男性プロボクサー。アローヨ出身。元IBF世界スーパーライト級王者。

## 来歴
1988年9月23日、ロドリゲスはプロデビューを果たし4回判定勝ちで白星でデビューを飾った。
1989年6月29日、ドナルド・アルソンと対戦し6回判定勝ち。
1990年5月3日、ホラルド・グランドと対戦し4回引き分け。
1991年12月6日、後の世界3階級制覇王者フェリックス・トリニダードと対戦し10回0-3(93-99、92-99、91-99)の判定負け。
1992年10月23日、ニューヨークスーパーライト級王者リカルド・サラザーと対戦し10回判定勝ちで王座獲得に成功した。
1993年4月22日、チャーリー・ブラウンと対戦し6回1分24秒失格勝ち。
1994年2月13日、IBF世界スーパーライト級王者チャールズ・マーレーと対戦し12回2-0(115-113、114-114、116-112)の判定勝ちで王座獲得に成功した。
1994年4月21日、レイ・オリベイラと対戦し12回3-0(115-112、116-111、119-108)の判定勝ちで初防衛に成功した。
1994年8月27日、ジョージ・スコットと対戦し9回TKO勝ちで2度目の防衛に成功した。
1995年1月28日、MGMグランド・ガーデン・アリーナでコンスタンチン・チューと対戦し6回1分50秒TKO負けで3度目の防衛に失敗し王座から陥落した。
1995年9月15日、WBU世界スーパーライト級王者ホーマー・ギビンズと対戦し8回1分47秒TKO勝ちで王座獲得に成功した。
1995年11月18日、WBC世界スーパーライト級王者パーネル・ウィテカーと対戦し6回2分45秒KO負けで10ヶ月ぶりのIBFに続く王座獲得に失敗した。
1996年6月25日、NABF北米スーパーライト級王者チャールズ・マーレーと2年ぶりに再戦したが7回1分50秒TKO負けでリベンジを許し王座獲得に失敗した。
1997年9月12日、IBC世界スーパーライト級王者ソレーン・ソーダグラーンドと対戦し9回TKO負けで王座獲得に失敗した。
1997年12月6日、ラーネル・メルカドと対戦し4回TKO負けを最後に現役を引退した。

## 獲得タイトル
- ニューヨークスーパーライト級王座
- 第11代IBF世界スーパーライト級王座（防衛2度）
- WBU世界スーパーライト級王座